# Eleccions regionals franceses de 1992
Les Eleccions regionals franceses de 1992 es van celebrar el 22 de març de 1992, el mateix dia que la primera volta de les eleccions cantonals. Aquestes eleccions se celebraren en una sola vola amb un escrutini proporcional de circumscripció departamental.

## Resultats

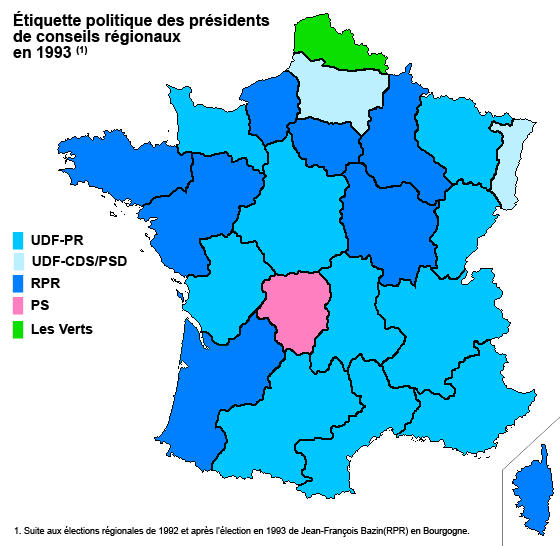
Resultats

Després de molts anys on la taxa d'abstenció augmentava al fil de les eleccions, aquest cop només fou del 31%.
Els resultats consagraren la caiguda patent dels socialistes, aleshores al poder, anunciant la desfeta que es va produir a les legislatives de 1993.
A vint regions metropolitanes sobre vint-i-dues hi guanyà la dreta (setze pel RPR, tres per l'UDF i una divers droite). Només el Llemosí va romandre a mans del Partit Socialista i el Nord-Pas-de-Calais per Les Verts (Marie-Christine Blandin).

### Xifres
A nivell nacional, l'oposició de dreta RPR-UDF va obtenir un resultat paradoxalment mediocre, un 37,2%. El Partit Socialista va caure al 18,3%, perdent onze punts respecte a les eleccions de 1986.
Mentre que el Partit Comunista Francès només va assolir un 8%, el Front Nacional confirma la seva progressió amb un 13,9%. A Borgonya, els vots d'extrema dreta permeteren al candidat de l'UDF Jean-Pierre Soisson d'obtenir la presidència de la regió. Tanmateix, davant l'escàndol, fou obligada a abandonar el càrrec.